# N-340 (Spanje)
De N-340 is een belangrijke weg in Spanje. De meer dan 1000 km lange weg start ten zuiden van Barcelona en volgt dan voornamelijk de zee kust naar Chiclana de la Frontera en de N-IV tot Cádiz. Op veel plaatsen is de weg nu vervangen door de Autovía A-7 en de Autopista AP-7.
De weg begint bij Pl de Josep Carrier in Barcelona. Daarna volgt de weg de Avinguda del Parallel, Plaça d'Espanya, Carrer de Sants en Carretera de Collblanc voordat het de Carretera de Cadiz a Barcelona wordt en zijn weg vervolgt via verschillende buitenwijken en industrieterreinen.
De weg kruist de vallei van de rivier Llobregat en de Autovía A-2 en Autovía B-24 vervolgens via de Sierra de Garraf naar Vilafranca de Penedès. Via de kust voert de weg naar Tarragona, dan naar de rivier Ebro en Peníscola. Dan passeert de weg Castelló de la Plana, waarna veel van deze weg vervangen is door de Autovía CV-10 en Autovía V-21 naar Valencia.
Ten zuiden van Valencia heet de weg Autovía V-31 voordat het na kilometer 536 van de A-7 weer de N-340 wordt. De weg vervolgt landinwaarts en kruist met de Autovía A-35 voordat de Sierra de Benicadell via Alcoy gepasseerd wordt. De weg vertakt zich dan langs de Rio Torremanzanas richting Alicante in onder meer de N-340a en de N-340. Door drukte nu de Autovía A-36. Dan passeert de N-340 Elx en Murcia waarna de weg gedeeltelijk overgaat in de A-7. Dan gaat het naar Lorca.
Na 516 km vertakt de weg en gaat de N-340A richting Tabernas en de Autovía A-92 in het westen. De rest van de N-340 wordt Autopista AP-7 bij Almería tot Adra waar de Autopista in aanbouw is. De N-340 vervolgt zijn weg langs de kust langs Motril, Nerja waar de A-7 weer begint. Na Málaga gaat de weg richting Torremolinos en Fuengirola voordat het weer de A-7 wordt. Nabij Marbella en Puerto Banús komt de N-340 weer in beeld en volgt de kust naar Estepona waar het weer de A-7 wordt tot Algeciras voorbij Gibraltar. De Autovía A-381 verwerkt het meeste verkeer naar Jerez de la Frontera via de Sierra Blanquilla.
De N-340 passeert Tarifa nabij Punta Marroquí o de Tarifa. Daarna passeert het Vejer de la Frontera en eindigt bij Chiclana de la Frontera en de N-IV. Het laatste gedeelte wordt opgewaardeerd tot Autovía A-48.

## Afbeelding

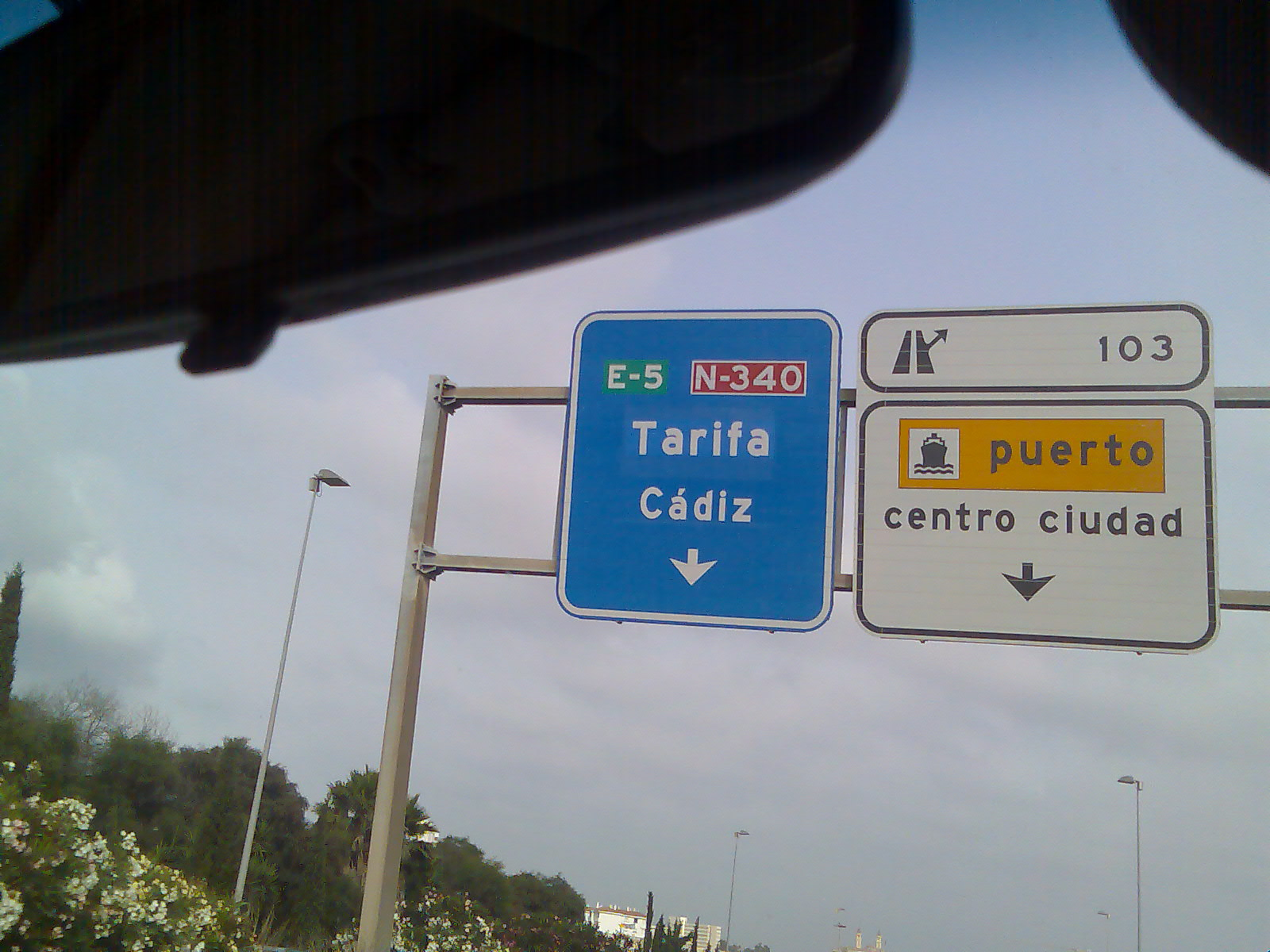
N-340 bord

Autovías:
A-1
· A-2
· A-3
· A-4
· A-5
· A-6
· A-7
· A-8
· A-9
· A-10
· A-11
· A-12
· A-13
· A-14
· A-15
· A-16
· A-19
· A-21
· A-22
· A-23
· A-24
· A-26
· A-27
· A-28
· A-30
· A-31
· A-32
· A-33
· A-34
· A-35
· A-38
· A-40
· A-41
· A-42
· A-43
· A-44
· A-45
· A-47
· A-48
· A-49
· A-50
· A-51
· A-52
· A-53
· A-54
· A-55
· A-56
· A-57
· A-58
· A-59
· A-60
· A-62
· A-63
· A-64
· A-65
· A-66
· A-67
· A-68 
· A-70
· A-72
· A-73
· A-75
· A-76
· A-77
· A-80
· A-81
· A-83
· A-91

N-Wegen:
N-102
· N-104
· N-110
· N-111
· N-113
· N-120
· N-121
· N-121a
· N-121b
· N-121c
· N-122
· N-123
· N-124
· N-135
· N-138
· N-141
· N-145
· N-152
· N-204
· N-211
· N-220
· N-225
· N-230
· N-232
· N-234
· N-236
· N-237
· N-238
· N-240
· N-260
· N-301
· N-310
· N-320
· N-322
· N-323
· N-324
· N-325
· N-330
· N-331
· N-332
· N-333
· N-334
· N-335
· N-340
· N-341
· N-343
· N-344
· N-345
· N-350
· N-351
· N-357
· N-400
· N-401
· A-402
· N-403
· N-420
· N-431
· N-432
· N-433
· N-435
· N-441
· N-442
· N-443
· N-501
· N-502
· N-521
· N-525
· N-532
· N-536
· N-540
· N-541
· N-547
· N-550
· N-551
· N-552
· N-553
· N-554
· N-557
· N-601
· N-603
· N-610
· N-611
· N-620
· N-621
· N-622
· N-623
· N-625
· N-627
· N-629
· N-630
· N-631
· N-632
· N-634
· N-635
· N-636
· N-637
· N-640
· N-641
· N-642
· N-643
· N-651

Oude benummering Autovía's (wordt ook nog gebruikt):
N-I
· N-II
· N-III
· N-IV
· N-IVa
· N-V
· N-VI